# Dicranota sordida
Dicranota sordida är en tvåvingeart som först beskrevs av Enrico Adelelmo Brunetti 1911.  Dicranota sordida ingår i släktet Dicranota och familjen hårögonharkrankar. Inga underarter finns listade i Catalogue of Life.